# ستيف بارك
ستيف بارك (بالإنجليزية: Steve Park)‏ هو ممثل أمريكي، ولد في 1951 في الولايات المتحدة.

## أعمال

### أفلام
- (1989) افعل الصواب
- (1996) فارغو[5]
- (2009) رجل جاد[6][7]
- (2010) مجد الصباح[8]

## وصلات خارجية
- ستيف بارك على موقع IMDb (الإنجليزية)
- ستيف بارك على موقع ألو سيني (الفرنسية)
- ستيف بارك على موقع ألو سيني (الفرنسية)
- ستيف بارك على موقع أول موفي (الإنجليزية)
- ستيف بارك على موقع قاعدة بيانات الأفلام السويدية (السويدية)
- ستيف بارك على موقع قاعدة بيانات الفيلم (الإنجليزية)
- ستيف بارك على موقع كينوبويسك (الروسية)